# Eleição municipal de Itaperuna em 2024
A eleição municipal da cidade brasileira de Itaperuna em 2024 ocorreu no dia 6 de outubro com o objetivo de eleger um prefeito, um vice-prefeito e 13 vereadores responsáveis pela administração da cidade no mandato a se iniciar em 1° de janeiro de 2025 e com término em 31 de dezembro de 2028. Como o município não possui 200 mil eleitores, a disputa foi realizada em turno único. O prefeito titular era Alfredão, do UNIÃO, eleito pelo PSD em 2020. Conforme a legislação eleitoral, por estar em seu primeiro mandato, Alfredão esteve apto a disputar sua reeleição.
No primeiro turno, realizado em 6 de outubro, o então vice-prefeito Nel, candidato pelo PL, foi eleito com 24.004 votos (43,14% dos votos válidos), seguido de Alfredão, candidato pelo UNIÃO, que obteve 18.755 votos (33,71%). Para a Câmara Municipal, Sargento Cristiane, do UNIÃO, foi a vereadora mais votada da cidade, com 1.821 votos (3,24% dos votos válidos); os partidos que obtiveram mais cadeiras na câmara legislativa foram o PL, DC, MOBILIZA e UNIÃO, com 2 cadeiras cada.

## Calendário eleitoral
| Início        | Fim           | Atividades | Status    |
| ------------- | ------------- | --- | --------- |
| 7 de março    | 5 de abril    | Janela partidária para vereadores trocarem de partido visando concorrer às eleições sem perder o mandato. | Realizado |
| 6 de abril    | 6 de abril    | Data-limite para todas as legendas e federações partidárias obterem o registro dos estatutos no TSE e para todos os candidatos terem domicílio eleitoral na circunscrição em que desejam disputar as eleições com a filiação deferida pelo partido. | Realizado |
| 15 de maio    | 15 de maio    | Início da campanha de arrecadação prévia de recursos na modalidade de financiamento coletivo para pré-candidatos, sem realização de pedidos de voto e obedecendo a regras relativas à propaganda eleitoral na Internet.                             | Realizado |
| 20 de julho   | 5 de agosto   | Realização de convenções partidárias para deliberar sobre coligações e escolher candidatos às prefeituras e aos cargos de vereador. Os partidos têm até 15 de agosto para registrar os nomes na Justiça Eleitoral.                                  | Realizado |
| 16 de agosto  | 16 de agosto  | Início das campanhas eleitorais de forma igualitária, podendo qualquer publicidade ou manifestação com pedido explícito de voto antes da data ser considerada irregular e multada.                                                                  | Realizado |
| 30 de agosto  | 3 de outubro  | Veiculação da propaganda eleitoral gratuita no rádio e na televisão. | Realizado |
| 6 de outubro  | 6 de outubro  | Realização do primeiro turno das eleições municipais. | Realizado |
| 11 de outubro | 25 de outubro | Veiculação da propaganda eleitoral gratuita no rádio e na televisão para o segundo turno. | Realizado |
| 27 de outubro | 27 de outubro | Realização de um eventual segundo turno nas cidades com mais de 200 mil eleitores em que o candidato a prefeito mais votado não tenha atingido a metade mais um dos votos válidos.                                                                  | Realizado |

## Candidatos à prefeitura
| Nº | Prefeito  | Prefeito        | Prefeito          | Prefeito                                 | Vice-prefeito(a) | Vice-prefeito(a) | Vice-prefeito(a)    | Vice-prefeito(a)    | Vice-prefeito(a)            | Coligação                                                                          | Ref.  |
| Nº | Candidato | Candidato       | Partido Federação | Ocupação recente                         | Candidato(a)     | Candidato(a)     | Candidato(a)        | Partido Federação   | Ocupação recente            | Coligação                                                                          | Ref.  |
| -- | --------- | --------------- | ----------------- | ---------------------------------------- | ---------------- | ---------------- | ------------------- | ------------------- | --------------------------- | ---------------------------------------------------------------------------------- | ----- |
| 10 |           | Kadu Novaes     | Republicanos      | - Empresário                             |                  |                  | Odaci Jr.           | PDT                 | - Empresário                | Itaperuna Rumo à Mudança Republicanos, PDT, PODE e Agir                            | [ 7 ] |
| 13 |           | Adilson Ribeiro | PT FE Brasil      | - Jornalista e redator                   |                  |                  | Saulo Azevedo       | PSOL Fed. PSOL REDE | - Professor de Ensino Médio | Por Uma Nova Itaperuna FE Brasil (PT, PCdoB e PV) e Fed. PSOL REDE                 | [ 7 ] |
| 22 |           | Nel             | PL                | - Vice-prefeito de Itaperuna (2021–2024) |                  |                  | Jair Neto           | PL                  | - Comerciante               | Itaperuna de Todos Nós PL, MDB, Solidariedade e PRTB                               | [ 7 ] |
| 30 |           | Dr. Bruno       | NOVO              | - Médico                                 |                  |                  | Alessandra da Mavel | NOVO                | - Empresária                | Um Futuro NOVO com a Força do POVO NOVO e PMB                                      | [ 7 ] |
| 44 |           | Alfredão        | UNIÃO             | - Prefeito de Itaperuna (2021–2024)      |                  |                  | Jovane Leonardo     | PP                  | - Administrador             | Itaperuna: Avançando com Confiança UNIÃO, PP, PSD, PSB, PRD, DC, MOBILIZA e Avante | [ 7 ] |

## Resultados

### Prefeito
| Candidato(a) a prefeito  | Candidato(a) a prefeito    | Candidato(a) a vice-prefeito | Primeiro turno 6 de outubro de 2024 | Primeiro turno 6 de outubro de 2024 |
| Candidato(a) a prefeito  | Candidato(a) a prefeito    | Candidato(a) a vice-prefeito | Total                               | Percentagem                         |
| ------------------------ | -------------------------- | ---------------------------- | ----------------------------------- | ----------------------------------- |
|                          | Nel (PL)                   | Jair Neto (PL)               | 24.004                              | 43,14%                              |
|                          | Alfredão (UNIÃO)           | Jovane Leonardo (PP)         | 18.755                              | 33,71%                              |
|                          | Dr. Bruno (NOVO)           | Alessandra da Mavel (NOVO)   | 6.729                               | 12,09%                              |
|                          | Kadu Novaes (Republicanos) | Odaci Jr. (PDT)              | 4.699                               | 8,44%                               |
|                          | Adilson Ribeiro (PT)       | Saulo Azevedo (PSOL)         | 1.457                               | 2,62%                               |
| Total de votos válidos   | Total de votos válidos     | Total de votos válidos       | 55.644                              | 55.644                              |
| Votos apurados           |                            |                              |                                     |                                     |
| Votos válidos            | Votos válidos              | Votos válidos                | 55.644                              | 95,46%                              |
| Votos em branco          | Votos em branco            | Votos em branco              | 1.083                               | 1,86%                               |
| Votos nulos              | Votos nulos                | Votos nulos                  | 1.564                               | 2,68%                               |
| Total de votos apurados  | Total de votos apurados    | Total de votos apurados      | 58.291                              | 58.291                              |
| Eleitores                |                            |                              |                                     |                                     |
| Comparecimentos          | Comparecimentos            | Comparecimentos              | 58.291                              | 75,89%                              |
| Abstenções               | Abstenções                 | Abstenções                   | 18.516                              | 24,11%                              |
| Total de eleitores aptos | Total de eleitores aptos   | Total de eleitores aptos     | 76.807                              | 76.807                              |
| Total de seções: 246     |                            |                              |                                     |                                     |
| Fonte: TSE               |                            |                              |                                     |                                     |